# Gintama
Gintama (銀魂? lett. "Anima d'argento") è un manga comico giapponese scritto e disegnato da Hideaki Sorachi. È stato serializzato a partire dall'8 dicembre 2003 sulla rivista settimanale Weekly Shōnen Jump di Shūeisha e venne poi raccolto in volumi a partire dal 2 aprile 2004, giungendo poi a conclusione - dopo essersi dapprima spostato su Jump GIGA il 28 dicembre 2018 e poi il 13 maggio 2019 su un'app di lettura gratuita - il 20 giugno 2019. In Italia il manga è stato distribuito dalla Planeta DeAgostini fino al diciottesimo volume, per poi interrompere la pubblicazione. Dal 23 aprile 2015 al 22 dicembre 2021 la casa editrice Star Comics ha poi intrapreso una ripubblicazione integrale del manga, ripartendo dal primo volume.
Dalla serie è stato tratto anche un anime, cominciato in Giappone il 4 aprile 2006 sulla TV Tokyo subito dopo Bleach. L'anime si è interrotto il 25 marzo 2010 dopo 201 episodi per poi riprendere dal 4 aprile 2011 con il titolo di Gintama' (銀魂’?) e terminare il 26 marzo 2012 con altri 51 episodi. Una terza serie intitolata Gintama' - Enchōsen (銀魂' 延長戦? lett. "Gintama - Extrainning"), tranne per i primi quattro episodi, intitolati Kintama (金魂? lett. "Anima d'oro"), è iniziata il 4 ottobre 2012 e si è conclusa il 28 marzo 2013 con 13 episodi. La quarta serie con il titolo Gintama° (銀魂°?) è iniziata l'8 aprile 2015 e si è conclusa il 30 marzo 2016 con 51 episodi. Per lo stesso 2016, sono stati comunque annunciati 2 OAV, in uscita rispettivamente ad ottobre e dicembre. Una quinta serie, intitolata Gintama. (銀魂.?), è iniziata l'8 gennaio 2017 e si è conclusa il 26 marzo dello stesso anno con 12 episodi. La sesta serie intitolata Gintama. Porori-hen (銀魂.ポろリ編?) è iniziata il 1º ottobre 2017 e si è conclusa il 24 dicembre del medesimo anno con 13 episodi, seguita poi da una settima ed ultima intitolata Gintama. Shirogane no Tamashii-hen (銀魂.銀ノ魂篇?), iniziata il 7 gennaio del 2018 e conclusasi il 7 ottobre dello stesso anno con 26 episodi.
L'anime è giunto anche in Italia grazie a Dynit: i primi 49 episodi sono stati pubblicati in 14 DVD tra il 13 febbraio 2008 e il 22 aprile 2009, passando per le reti tv MTV Italia e Ka-Boom. Dopo un'interruzione di 13 anni, gli episodi successivi vengono pubblicati sulla piattaforma Prime Video a partire dal 17 febbraio 2023.
Inoltre sono stati prodotti tre OAV, presentati al Jump Festa rispettivamente nel 2005, nel 2008 e nel 2014, e tre film d'animazione: il primo, intitolato Gintama the Movie: A New Translation - Capitolo di Benizakura, è uscito nei cinema giapponesi il 24 aprile 2010, il secondo, dal titolo Gintama the Movie: Capitolo finale - Tuttofare per sempre, il 6 luglio 2013 ed il terzo ed ultimo - fungente inoltre da finale vero e proprio della serie anime -, intitolato Gintama the Movie: The Final, l'8 gennaio 2021.

## Ambientazione
Gintama si svolge in un Giappone a metà strada tra quello del periodo Edo e quello contemporaneo, nella città di Edo (attuale Tokyo) e per lo più nel quartiere di Kabuki-chō (oggi considerato quartiere a luci rosse; questo aspetto si vede talvolta anche nel manga e nell'anime). In pratica, durante il periodo Edo un variopinto insieme di razze d'avanzatissimi alieni, chiamati collettivamente Amanto (天人? "gente del cielo"), attaccarono la Terra e, dopo una guerra iniziata vent'anni prima della storia principale, costrinsero lo shogunato ad arrendersi ed accettare le interferenze dei vincitori extraterrestri, che di fatto ridussero il pianeta ad un loro protettorato e, a questo scopo, costruirono nella capitale shogunale il "Terminale", un'altissima ed ultratecnologica torre che funge da portale per le navi spaziali.
Tra le altre conseguenze, venne proibito tassativamente di portare la katana in pubblico, cosa che difatto cancellò la casta dei samurai. Ciononostante, gli alieni apportarono anche svariate innovazioni sulla Terra, facendo sì che si venisse a formare un ambiente a metà tra due epoche, dove coesistono oggetti moderni (come automobili, televisori, telefoni cellulari, computer, internet e addirittura la stessa rivista Shōnen Jump) e fantascientifici a molte costruzioni assimilabili a quelle del periodo Edo, tra cui la presenza delle stesse istituzioni dell'epoca, come lo shogunato (o bakufu, tradotto con quest'ultima parola nella versione italiana del manga e con l'altra in quella dell'anime) e la shinsengumi. All'interno della serie sono inoltre riscontrabili anche vari elementi di derivazione fantasy, come creature ed altri eterogenei elementi folkloristici tipici della mitologia nipponica.

## Trama
La trama si concentra su un eccentrico samurai, Gintoki Sakata, il suo (parziale) apprendista Shinpachi Shimura, e una giovane aliena, Kagura. Tutti e tre sono dei liberi professionisti che cercano lavoro come "tuttofare" per pagare l'affitto mensile, cosa che solitamente non accade.
Gintama spesso parodizza le situazioni ed i personaggi tipici dei manga, soprattutto degli shōnen.
Gli episodi sono per lo più autoconclusivi ed occupano un episodio dell'anime e pochi capitoli del manga, anche se ci sono alcune saghe più lunghe ed episodi collegati.

## Personaggi

Alcuni personaggi della serie

Gintoki Sakata (坂田 銀時?, Sakata Gintoki)
È il protagonista della serie ed è un samurai che vive in un'era in cui nessuno ha più bisogno dei samurai. È riconoscibile per i suoi ricci naturali, di color argento. Spesso si lamenta dei suoi capelli, ritenendoli la causa della sua sfortuna. Gintoki vive con Shinpachi e Kagura, accettando lavori insoliti per migliorare il mondo e per pagare l'affitto. Durante la guerra Joi, era conosciuto come il “Demone Bianco” (Shiroyasha) a causa dei suoi capelli e della tunica bianca che indossava in battaglia, i quali, insieme alle sue incredibili capacità da spadaccino, l'avevano reso famoso tra i suoi commilitoni e insinuato la paura tra gli Amanto.
Shinpachi Shimura (志村 新八?, Shimura Shinpachi)
È uno dei protagonisti della serie ed è un adolescente che si unisce a Gintoki nella sua attività di tuttofare per imparare la via del samurai. Vive nel dojo della sua famiglia insieme alla sorella Otae. Entrambi hanno vissuto là con loro padre, che morì quando erano ancora bambini. Per tirare avanti, Shinpachi iniziò a lavorare in un ristorante nel quale incontrò Gintoki, dove degli alieni gli fecero lo sgambetto. Gintoki sconfisse l'ambasciatore e le sue guardie, non per difendere Shinpachi, ma per vendicarsi del suo parfait rovesciato. Gintoki tentò di scaricare la colpa su Shinpachi e, per rimediare, lo aiutò a salvare sua sorella Otae dal diventare parte di un bordello per pagare i debiti lasciati dal padre. Anche se critica costantemente il comportamento indolente di Gintoki, Shinpachi lo considera una persona importante per lui, insieme a Kagura. Inoltre considera sé stesso come il “sollievo comico” della serie e tende a prendere questo ruolo sul serio. Shinpachi è facilmente identificato dai suoi occhiali che indossa come risultato di ipnotizzare sé stesso in modo da mangiare i disastrosi piatti di Otae. Molti personaggi lo identificano con gli occhiali stessi, anche quando non li indossa. Nonostante l'apparenza, Shinpachi è un competente spadaccino della tecnica insegnata dalla sua famiglia, il Kakido-Ryu. È anche il capitano delle “Guardie Imperiali di Otsu”, un fan club dell'idol Otsu, e prende il suo ruolo molto seriamente tanto da punire con severità i membri che provano a provare interesse per altre idol e donne al di fuori di Otsu.
Kagura (神楽?, Kagura)
È la protagonista femminile della serie. È una giovane aliena che appartiene al Clan Yato, una delle razze Amanto più forti e assetate di sangue, anche se Kagura rigetta questa parte di sé. È arrivata sulla Terra per guadagnare soldi da spedire alla famiglia e per sfuggire alla sua violenta eredità di Yato. Trovò lavoro combattendo per una banda di malviventi ma, quando le ordinarono di uccidere il suo obiettivo, fuggì. Non molto tempo dopo, incontrò Gintoki e Shinpachi, che la investirono accidentalmente con lo scooter. Dopo averla aiutata a chiudere definitivamente con la banda, costrinse Gintoki ad assumerla nell'Agenzia. Kagura e Gintoki hanno una strana relazione padre-figlia e lei imita comunemente le cattive abitudini di lui. Gli Yato hanno una pelle altamente sensibile alla luce del sole, perciò Kagura si ripara con un ombrello tutte le volte. Il parasole è anche l'arma tipica dei membri del Clan Yato; l'ombrello di Kagura è a prova di proiettile e spara proiettili dalla punta. A causa del suo sangue Yato, è incredibilmente forte e può fermare uno scooter in corsa con una mano. Comunque non riesce a controllare perfettamente la sua forza: molti dei suoi animaletti, ad eccezione di Sadaharu, hanno trovato una brutta fine nelle sue mani. Ha anche un insaziabile appetito, che la rende in grado di consumare grandi quantità di cibo in pochi secondi. Kagura è anche una specie di maschiaccio, poiché parla in modo schietto o perverso. Sorachi ha rappresentato Kagura in una prospettiva anti-femminile, la prima del suo genere. La si vede spesso prendere parte ai giochi con altri ragazzini del vicinato. Considera Sogo Okita un rivale e compete spesso con lui. Kagura è figlia di Umibōzu, anch'egli membro del clan Yato e definito una leggenda per avere cacciato di continuo mostri estremamente pericolosi per la galassia. Si presenta poco dopo sulla terra per cercare Kagura, constatando che la sua natura brutale potrebbe mettere in pericolo i suoi amici e le persone che la circondano. Kagura rifiuta di obbedirgli essendo stata abbandonata da lui in passato.

## Manga
Il manga è stato pubblicato in capitoli settimanali su Weekly Shōnen Jump dall'8 dicembre 2003 e raccolto in tankōbon dal 2 aprile 2004. Fino al volume 31 il manga ha venduto 29 milioni di copie in Giappone. Nel marzo del 2007, Shūeisha ha annunciato che la vendita del primo volume ha superato il milione di copie.
Nell'agosto del 2018 ne venne annunciata la conclusione entro il prossimo numero di Weekly Shōnen Jump del 15 settembre, ma giunti a quella data vi venne fatta una rettifica in cui venne annunciato semplicemente la cessazione della serializzazione sul Weekly per il suo spostamento su Jump GIGA. La pubblicazione sulla rivista durò per soli tre numeri, tra il 28 dicembre 2018 ed il 22 febbraio 2019, quando poi venne nuovamente annunciato che il manga sarebbe continuato su di un'apposita app di lettura scaricabile gratuitamente; il primo capitolo pubblicatovi uscì il 13 maggio del 2019. Il capitolo conclusivo venne infine annunciato per il 17 giugno 2019, rimandato poi al 20. Con la pubblicazione del settantasettesimo volume il 2 agosto 2019, la serie si conclude definitivamente.
In Italia il manga è stato pubblicato da Planeta DeAgostini dal 4 luglio 2008 al 13 dicembre 2009 fino al volume 17, a cadenza mensile (ma non è stato pubblicato a dicembre 2008). Dopodiché le uscite si sono bloccate e solo il volume 18 è stato pubblicato il 9 gennaio 2011.
Il 1º novembre 2014, durante il Lucca Comics & Games, la casa editrice Star Comics annuncia l'acquisizione dei diritti per il mercato italiano e conferma la pubblicazione in contemporanea dei primi due volumi per aprile 2015. La pubblicazione si è poi conclusa il 22 dicembre 2021.
Ogni volume ha un titolo corrispondente a quello di uno dei capitoli in esso contenuti. I titoli dei capitoli suonano come lezioni o avvertimenti, spesso demenziali, che il lettore dovrebbe imparare dal capitolo in questione. Caratteristica del manga di Gintama sono le "pagine extra" che si trovano sulla sinistra dopo la fine della maggior parte dei capitoli, in cui l'autore si rivolge direttamente ai lettori spiegando la creazione del manga e rispondendo anche alle domande inviate per posta dai lettori giapponesi.

## Anime

### Serie televisiva
L'anime di Gintama è stato prodotto da Sunrise e trasmesso dal 4 aprile 2006 su TV Tokyo. Inizialmente l'anime doveva essere di soli 24 episodi ma poi è stato prolungato ed è arrivato a ben 201 episodi il 25 marzo 2010. I primi 24 episodi venivano trasmessi il martedì alle 19, mentre tutti gli altri furono trasmessi il giovedì alle 18. Gli episodi fino al 99 sono stati diretti da Shinji Takamatsu, quelli dal 100 al 105 da Takamatsu e Yōichi Fujita, i seguenti solo da Fujita. Dopo i 201 episodi la serie è ripresa il 4 aprile 2011, sempre con Fujita come regista, con il titolo di Gintama' (銀魂’?), trasmessa il lunedì alle 18, ed è terminata con altri 51 episodi il 26 marzo 2012. Una terza serie è cominciata il 4 ottobre 2012, trasmessa il giovedì alle 18, con il titolo di Gintama' - Enchōsen (銀魂' 延長戦? lett. "Gintama - Extrainning"). I suoi primi quattro episodi sono però intitolati Kintama (金魂?), titolo basato su un gioco di parole su cui ironizza anche lo stesso Hideaki Sorachi (la parola Kintama, che significa appunto "Anima d'oro" s'è scritta con l'ideogramma utilizzato nel titolo - a voler così fare il verso al titolo originale "Anima d'argento" -, se viene scritta con l'ideogramma 金玉 si legge "testicoli"), e costituiscono nel complesso un piccolo arco narrativo incentrato sulla feroce lotta tra Gin e Kintoki Sakata, un androide creato a sua immagine e somiglianza, seppur caratterizzato da una differente capigliatura (liscia e color oro) e da una personalità completamente agli antipodi, reo di avergli usurpato il ruolo di protagonista nella serie "cancellandolo" dalla memoria collettiva. Gli episodi della terza serie, diretti sempre da Fujita, erano trasmessi alternati a repliche, trasmesse con il titolo di Yorinuki Gintama-san (vedere sotto). La terza serie si è conclusa il 28 marzo 2013 con un totale di 13 episodi.
La quarta serie è iniziata l'8 aprile 2015 ed è trasmessa su TV Tokyo il mercoledì alle 18:00 con il titolo Gintama° (銀魂°?), mentre la quinta serie è trasmessa l'8 gennaio 2017 sempre su TV Tokyo col titolo Gintama. (銀魂.?) il lunedì alle 01:35. Il primo episodio della quarta serie, ovvero il 266 della cronologia, si apre con Gintoki che è alla conferenza stampa per spiegare il motivo del ritorno della serie nonostante il secondo film del 2013 si intitolasse Capitolo Finale. Con la conclusione definitiva dell'anime con una settima serie nell'ottobre del 2018, che lasciava la chiusura della narrazione volutamente sospesa (lo stesso episodio finale vedeva Gintoki che, "interrompendo" le riprese a metà puntata, richiamava tutto il cast per avvisarli che a causa d'una serie d'intoppi produttivi e distributivi, tra cui la sincronizzazione con la pubblicazione del manga, la serie non poteva più procedere verso la sua conclusione), venne annunciata in occasione della pubblicazione dell'ultimo volumetto del manga nell'agosto del 2019 la concomitante realizzazione d'un lungometraggio animato che ne avrebbe costituito il capitolo finale disatteso della serie animata. Annunciato col titolo di Gintama - The Final (銀魂 THE FINAL?) per l'8 gennaio del 2021, il film è stato poi seguito da un episodio speciale in due parti, trasmesso in simulcast tra il 15 ed il 20 gennaio del medesimo anno, Gintama - The Semi-Final (銀魂 THE SEMI-FINAL?), fungente da nesso tra la serie ed il film vero e proprio.
La versione doppiata in italiano è distribuita da Dynit: i primi 24 episodi sono stati trasmessi da MTV Italia nel contenitore Anime Night dal 4 dicembre 2007 al 13 maggio 2008 il martedì alle ore 21.00. Questi episodi fanno parte della Season 1 italiana e sono stati pubblicati in 7 DVD dal 13 febbraio al 27 agosto 2008. La versione trasmessa da MTV è stata censurata: il turpiloquio è stato rimosso o sostituito da termini meno volgari; nei DVD invece alcuni dialoghi hanno un doppiaggio diverso, senza censure. Gli episodi dal 25 al 49 fanno parte della Season 2 italiana e inizialmente non sono stati trasmessi in TV, ma pubblicati direttamente in altri 7 DVD da Dynit dal 29 ottobre 2008 al 22 aprile 2009. A settembre 2012 la prima stagione è stata pubblicata per la visione in streaming sul sito internet Popcorn TV nella versione non censurata, e a novembre 2012 anche la seconda; entrambe sono ancora disponibili. Dal 23 settembre 2013 la serie è stata trasmessa su Ka-Boom tutti i giorni alle 14:00, e dal 17 ottobre al 10 novembre 2013 sono stati trasmessi per la prima volta via etere gli episodi dal 25 in poi. Su Ka-Boom la prima stagione ha il doppiaggio censurato, mentre nella seconda sono stati aggiunti dei "bip" per coprire il turpiloquio.
Nella versione trasmessa da MTV, e nei primi venticinque episodi su Ka-Boom, tutte le parti che si trovano dopo la sigla finale sono state spostate prima di essa, ma ciò non avviene nei DVD italiani, su Popcorn TV e negli episodi successivi su Ka-Boom.
I primi due episodi sono stati trasmessi uniti come speciale di un'ora sia in Giappone sia nella trasmissione italiana su MTV. Quest'ultima li ha divisi con una pausa pubblicitaria ma senza eyecatch. Su Popcorn TV sono separati, anche se senza sigle alla fine della prima parte e all'inizio della seconda, e così sono stati trasmessi anche su Ka-Boom. Gli eyecatch non sono presenti nella versione trasmessa da MTV e nei primi venticinque episodi trasmessi da Ka-Boom, ma è in tutti gli episodi nei DVD italiani e su Popcorn TV e negli episodi successivi trasmessi da Ka-Boom.
Alcuni episodi, come il 14, sono divisi in due sottoepisodi di circa 10 minuti l'uno, ognuno con un titolo. È presente quindi una seconda schermata del titolo dopo la pausa pubblicitaria giapponese.
Durante il Lucca Comics & Games del 2022, Dynit ha annunciato che avrebbe continuato il doppiaggio della serie da dove si era fermata insieme ai film, su Amazon Prime Video a partire dal 17 febbraio 2023.

#### Yorinuki Gintama-san
Nella pausa tra l'interruzione dell'anime nel 2010 e la ripresa nel 2011, è andata in onda la replica di alcuni vecchi episodi ma in HD e con nuove sigle, con il titolo di Yorinuki Gintama-san (よりぬき銀魂さん?), letteralmente "Il vero meglio del signor Gintama". Altri episodi replicati con questo titolo sono andati in onda alternati a quelli della terza serie. Il titolo è una parodia di quello delle repliche dei migliori episodi di Sazae-san, anime popolarissimo in Giappone che dura dal 1969. fra il 5 aprile 2010 e il 28 marzo 2011 sono stati trasmessi, il giovedì alle 18, 51 episodi scelti tra i primi 88, senza seguire l'ordine originale di trasmissione. Le nuove repliche sono andate in onda dal 1º novembre 2012 al 28 febbraio 2013 sempre il giovedì alle 18 alternate agli episodi della terza serie, e contano 11 episodi scelti tra quelli dal 109 al 194 della prima serie. Le sigle sono le stesse degli episodi della terza serie.

#### Sigle
Sigle di apertura dei primi 201 episodi
1. Pray (lett. "Pregare") di Tommy Heavenly6 (ep. 1->24)
2. Tōi nioi (遠い匂い? lett. "Odore lontano") di YO-KING (ep. 25->48, usata in versione remixata come sigla di chiusura nell'episodio 49)
3. Gin'iro no sora (銀色の空? lett. "Cielo color argento") dei redballoon (ep. 50->75, usata come sigla di chiusura nell'episodio 62)
4. Kasanaru kage (かさなる影? lett. "Ombra che si sovrappone") degli Hearts Grow (ep. 76->98, usata come sigla di chiusura negli episodi 97 e 99)
5. Donten (曇天? lett. "Tempo nuvoloso") dei DOES (ep. 100->125, usata come sigla di chiusura nell'episodio 105)
6. Anata Magic (アナタMAGIC? lett. "Tu magico" o "La tua magia") dei monobright (ep. 126->149, usata come sigla di chiusura nell'episodio 150)
7. Stairway Generation (lett. "Generazione scala") dei Base Ball Bear (ep. 151->176)
8. Light Infection (lett. "Infezione di luce") dei Prague (ep. 177->201, usata come sigla di chiusura nell'episodio 184)

Sigle di chiusura dei primi 201 episodi
1. Fūsen gamu (風船ガム? lett. "Chewing-gum") dei Captain Straydum (ep. 1->13, usata in versione remixata nell'episodio 12)
2. Mr. Raindrop (lett. "Signor goccia di pioggia") degli Amplified (ep. 14->24)
3. Yuki no tsubasa (雪のツバサ? lett. "Le ali della neve") dei redballoon (ep. 25->37)
4. Candy Line (キャンディ・ライン?, Kyandi Rain, lett. "Linea di caramelle") di Hitomi Takahashi (ep. 38->48, usata come sigla di apertura nell'episodio 49)
5. Shura (修羅? lett. "Carneficina") dei DOES (ep. 51->61, usata come sigla di apertura nell'episodio 62)
6. Kiseki (奇跡? lett. "Miracolo") degli Snowkel (ep. 63->75)
7. Signal (lett. "Segnale") dei KELUN (ep. 76->87)
8. Speed of flow (lett. "Velocità del flusso") dei THE RODEO CARBURETTOR (ep. 88->98, usata come sigla di apertura negli episodi 97 e 99)
9. sanagi (lett. "Crisalide") dei POSSIBILITY (ep. 100->112, usata come sigla di apertura nell'episodio 105)
10. This world is yours (lett. "Questo mondo è tuo") dei PLINGMIN (ep. 113->125)
11. I, ai, ai (I 、愛、会い? lett. "Io, amore, incontro") dei GHOSTNOTE (ep. 126->138)
12. Kagayaita (輝いた? lett. "Splendore") degli SHIGI (ep. 139->149, usata come sigla di apertura nell'episodio 150)
13. Asa Answer (朝 Answer? lett. "Risposta del mattino") dei PENGIN (ep. 151->163)
14. Wō ai nī (ウォーアイニー? lett. "Ti amo" in cinese) di Hitomi Takahashi e BEAT CRUSADERS (ep. 164->176)
15. Wonderful Days (ワンダフルデイズ?, Wandafuru Deizu, lett. "Giorni meravigliosi") degli ONE☆DRAFT (ep. 177->189, usata come sigla di apertura nell'episodio 184)
16. Sayonara no sora (サヨナラの空? lett. "Cielo dell'addio") dei Qwai (ep. 190->201)

Sigle di apertura di Yorinuki Gintama-san (2010-2011)
1. Bakuchi dancer (バクチ・ダンサー?, Bakuchi dansā, lett. "Ballerino del gioco d'azzardo") dei DOES (ep. 1->9)
2. Kaze no gotoku (風のごとく? lett. "Come il vento") di Joe Inoue (ep. 10->26)
3. Kanōsei girl (可能性ガール?, Kanōsei gāru, lett. "Probabile ragazza") di Chiaki Kuriyama (ep. 27->39)
4. Kātoniago (カートニアゴ?) dei FLiP (ep. 40->51)

Sigle di chiusura di Yorinuki Gintama-san (2010-2011)
1. Bokutachi no kisetsu (僕たちの季節? lett. "La nostra stagione") dei DOES (ep. 1->9)
2. WAVE (lett. "Onda") dei Vijandeux (ep. 10->26)
3. IN MY LIFE (lett. "Nella mia vita") di AZU (ep. 27->39)
4. Sakurane (桜音? lett. "Suono dei sakura") di Piko (ep. 40->51)

Sigle di apertura di Gintama'
1. Tōgenkyō alien (桃源郷エイリアン?, Tōgenkyō eirian, lett. "Alieno del paradiso terrestre") dei serial TV drama (ep. 1->26)
2. Jirenma (ジレンマ? lett. "Dilemma") degli ecosystem (ep. 27->39)
3. Wonderland (ワンダーランド?, Wandārando, lett. "Paese delle meraviglie") dei FLiP (ep. 40->51)

Sigle di chiusura di Gintama'
1. Samurai heart (Some Like It Hot!!) (サムライハート (Some Like It Hot!!)?, Samurai hāto (Some Like It Hot!!), lett. "Cuore di samurai (A qualcuno piace caldo!!)") degli SPYAIR (ep. 1->13)
2. Balance Doll (lett. "Bambola della bilancia") dei Prague (ep. 14->26)
3. Anagura (アナグラ? lett. "Cantina") dei Kuroneko Chelsea (ep. 27->39)
4. Nakama (仲間? lett. "Compagno") dei Good Coming (ep. 40->50)

Sigle di apertura di Kintama / Gintama' - Enchōsen e degli episodi del 2012-2013 di Yorinuki Gintama-san
1. LET'S GO OUT (lett. "Usciamo!") delle AMYAMO (ep. 1->3 di Kintama, usata come sigla di chiusura nell'episodio 4; ep. 1-8 di Yorinuki Gintama-san)
2. Sakura mitsu tsuki (サクラミツツキ? lett. "Luna di miele dei sakura") degli SPYAIR (ep. 5->13 di Gintama' - Enchōsen, usata come sigla di chiusura nell'episodio 9; ep. 9->11 di Yorinuki Gintama-san)

Sigle di chiusura di Kintama / Gintama' - Enchōsen e degli episodi del 2012-2013 di Yorinuki Gintama-san
1. Moonwalk (ムーンウォーク?, Mūnwōku, lett. "Moonwalk") dei MONOBRIGHT (ep. 1->3 di Kintama, usata come sigla finale della prima parte nell'episodio 4; episodi 1-8 di Yorinuki Gintama-san)
2. Expect (エクスペクト?, Ekusupekuto, lett. "Aspettarsi") dei PAGE (ep. 5->13 di Gintama' - Enchōsen, usata come sigla di apertura nell'episodio 9; ep. 9->11 di Yorinuki Gintama-san)

Sigle di apertura di Gintama°
1. DAY X DAY (lett. "Giorno per giorno") dei BLUE ENCOUNT (ep. 1->13)
2. Pride Kakumei (lett. "Rivoluzione d'orgoglio") di CHiCO with HoneyWorks (ep. 14->26)
3. Beautiful Days (lett. "Bei giorni") dei OKAMOTO'S (ep. 27->38)
4. Know Know Know (lett. "Sapere") dei DOES (ep. 39->51)

Sigle di chiusura di Gintama°
1. DESTINY (lett. "Destino") di Negoto (ep. 1->13)
2. Saigo made II (lett. "Fino alla fine II") dei Aqua Timez (ep. 14->26)
3. Glorious days (lett. "Giorni gloriosi") dei THREE LIGHTS DOWN KINGS (ep. 27->38)
4. Acchi muite (lett. "Verso laggiù") di Swimy (ep. 39->51)

### OAV
Tre OAV sono stati tratti da Gintama: il primo, di 33 minuti, è intitolato semplicemente Gintama ed è stato prodotto prima della serie televisiva: è stato presentato all'evento Jump Festa a dicembre 2005 ed è fatto di brevi storie che introducono i personaggi. Il secondo OAV è intitolato Shiroyasha kotan (白夜叉降誕? "La nascita del demone bianco") e dura 10 minuti. È uscito a dicembre del 2008, sempre per la Jump Festa. È ambientato inizialmente durante la guerra tra umani ed Amanto, poi si rivela essere la promozione di un film, ed infine viene rivelato che questo film non esiste. Il 30 settembre 2009 è stato pubblicato da Aniplex un DVD contenente entrambi gli OAV intitolato Gintama Jump Anime Tour 2008 & 2005 (銀魂 ジャンプアニメツアー2008&2005?, Gintama Janpu Anime Tsuā 2008 to 2005). Il terzo OAV è intitolato Gintama' è stato presentato al Jump Festa a dicembre 2014, questo OAV dalla durata di 25 minuti è stato venduto insieme al volume 58 del manga di Gintama, la storia invece si ricollega all'episodio 89 dell'anime trasmesso nel 2008, i titoli all'interno dell'episodio sono: per l'introduzione "Ci sono dei momenti in cui si va a letto solo per rendersi conto che forse avresti dovuto asciugarti meglio, e così diventa difficile addormentarsi" e poi "Imparare questa tecnica speciale è troppo difficile e non riesco a usarla" la sigla di chiusura si intitola Ring a Ding Dong ed è cantata da Kimura Kaela.

### Film

#### Gintama the Movie: A New Translation - Capitolo di Benizakura
Un film d'animazione di 95 minuti diretto da Shinji Takamatsu intitolato Gintama the Movie: A New Translation - Capitolo di Benizakura (劇場版 銀魂 新訳紅桜篇?, Gekijōban Gintama - Shin'yaku Benizakura-hen, lett. "Gintama - Il film - Un nuovo racconto della saga del Beninzakura") è uscito nelle sale cinematografiche giapponesi il 24 aprile 2010, ed in Italia su Prime Video nel 2023. Il film è una rivisitazione dell'arco narrativo in cui Katsura viene attaccato dal Kiheitai e l'Agenzia Tuttofare comincia a cercarlo. Le sigle del film sono Bakuchi Dancer (バクチダンサー?, Bokuchi Dansā) e Bokutachi no kisetsu (僕たちの季節?), entrambe dei DOES.

#### Gintama the Movie: Capitolo finale - Tuttofare per sempre
Un secondo film, intitolato Gintama the Movie: Capitolo finale - Tuttofare per sempre (劇場版銀魂 完結篇 万事屋よ永遠なれ?, Gekijōban Gintama - Kanketsu-hen - Yorozuya yo eien nare, lett. "Gintama - Il film - Capitolo finale - Agenzia Tuttofare per sempre"), alla cui sceneggiatura ha lavorato anche l'autore del manga Hideaki Sorachi, è uscito nelle sale giapponesi il 6 luglio 2013. Il titolo pareva riferirsi ad una allora possibile conclusione della serie, almeno per quanto ne riguardava l'anime. Il film dura 110 minuti ed è diretto da Yōichi Fujita. In Italia il film è stato distribuito su Prime Video il 14 aprile 2023, in concomitanza con la distribuzione della seconda serie Gintama'.

#### Gintama the Movie: The Final
Un terzo ed ultimo film di Gintama, concepito come capitolo conclusivo delle vicende della serie ed intitolato appunto Gintama the Movie: The Final (銀魂 THE FINAL?), venne annunciato già a partire dalla pubblicazione dei capitoli finali del manga nell'agosto del 2019. Diretto da Chizuru Miyawaki per una durata di 104 minuti, la storia segue il finale del manga, pur presentandovi alcune aggiunte di trama, e presenta il singolo Wadachi (轍?, lett. "Tracce") degli Spyair · come sigla d'apertura e tre canzoni d'accompagnamento dei DOES. Il film è uscito l'8 gennaio del 2021, accompagnato da una piccola campagna promozionale che prevedeva nel corso della sua prima settimana di proiezione in Giappone, presso lo stesso pubblico pagante nei cinema, la distribuzione d'una linea di figurine raffiguranti Tanjiro Kamado e gli Hashira di Demon Slayer - Kimetsu no yaiba ad opera dello stesso Sorachi. All'infuori del Giappone, soprattutto in Nordamerica, è stato distribuito col titolo di Gintama: The Very Final, in maniera tale da distinguerlo dal precedente film Capitolo finale del 2013. In Italia il film è stato pubblicato su Prime Video il 14 luglio 2023 in concomitanza con la distribuzione degli ultimi episodi di Gintama sulla piattaforma.

#### Live action
Gintama è uscito nelle sale ad agosto 2017, scritto e diretto da Yūichi Fukuda e interpretato da Shun Oguri.

### CD delle colonne sonore
La musica per l'anime di Gintama è composta da Eiichi Kamagata. Il 27 settembre 2006 Audio Highs ha pubblicato il primo CD della colonna sonora, intitolato Gintama Original Soundtrack (銀魂 オリジナル・サウンドトラック?, Gintama Orijinaru Saundotorakku) contenente 36 tracce comprese le versioni televisive della prima sigla iniziale e delle prime due sigle finali (cioè non le canzoni intere, ma le parti usate come sigle). Il secondo CD, intitolato Gintama Original Soundtrack 2 (銀魂 オリジナル・サウンドトラック2?, Gintama Orijinaru Saundotorakku ni) è stato pubblicato l'11 novembre 2007. Contiene 40 tracce e non include sigle. Un altro CD intitolato Gintama Original Soundtrack 3 (銀魂 オリジナル・サウンドトラック3?, Gintama Orijinaru Saundotorakku san) è stato pubblicato il 24 giugno 2009 e contiene 28 tracce compresa la canzone Dondake! Gintaman (どんだけー! ギンタマン?) usata come gag nell'episodio 100. Sulle copertine di questi tre album il titolo è scritto in lettere occidentali e solo la parola "Gintama" è scritta anche in kanji. Il 25 marzo 2009 è stato pubblicato Gintama Best (銀魂 BEST?) con le versioni intere delle prime cinque sigle iniziali e delle prime nove sigle finali, con un DVD contenente le videosigle senza crediti. Un'altra raccolta intitolata Gintama Best 2 (銀魂 BEST 2?) è stata pubblicata il 22 giugno 2011 contenente le altre sigle della serie animata fino al 2010, quelle di Yorinuki Gintama-san e quelle del primo film, con allegato un DVD dei loro video senza crediti.

### Doppiaggio
Il doppiaggio italiano dei primi 49 episodi della prima serie è stato eseguito a Roma, venendo diretto da Fabrizio Mazzotta e Teo Bellia. I dialoghi italiani sono a cura della Ad Libitum, con la traduzione affidata a Dario Sevieri e l'adattamento a Davide Quatraro e Roberta Bacciocchi. Con la ripresa del doppiaggio della serie diversi anni dopo, l'edizione italiana viene curata a Milano su direzione di Francesca Tretto e Davide Fumagalli, il che ha comportato il cambio totale del cast.
| Personaggio             | Doppiatore giapponese | Doppiatore italiano                                       |
| ----------------------- | --------------------- | --------------------------------------------------------- |
| Gintoki Sakata          | Tomokazu Sugita       | Marco Guadagno (ep. 1-49) Federico Viola (ep. 50+)        |
| Shinpachi Shimura       | Daisuke Sakaguchi     | Daniele Raffaeli (ep. 1-49) Mosè Singh (ep. 50+)          |
| Kagura                  | Rie Kugimiya          | Gemma Donati (ep. 1-49) Jolanda Granato (ep. 50+)         |
| Sadaharu                | Mikako Takahashi      | Erica Laiolo (ep. 50+)                                    |
| Isao Kondo              | Susumu Chiba          | Vittorio Guerrieri (ep. 1-49) Matteo Brusamonti (ep. 50+) |
| Toshiro Hijikata        | Kazuya Nakai          | Stefano Crescentini (ep. 1-49) Patrizio Prata (ep. 50+)   |
| Sogo Okita              | Ken'ichi Suzumura     | Alessio De Filippis (ep. 1-49) Stefano Pozzi (ep. 50+)    |
| Sagaru Yamazaki         | Tetsuharu Ōta         | Angelo Evangelista (ep. 1-49) Marcello Gobbi (ep. 50+)    |
| Katakuriko Matsudaira   | Norio Wakamoto        | Roberto Draghetti (ep. 1-49) Pietro Ubaldi (ep. 64+)      |
| Kotaro Katsura          | Akira Ishida          | Marco Baroni (ep. 1-49) Edoardo Lomazzi (ep. 50+)         |
| Otae Shimura            | Satsuki Yukino        | Eleonora Reti (ep. 1-49) Giulia Maniglio (ep. 50+)        |
| Otose                   | Kujira                | Silvia Tortarolo (ep. 1-49) Elisabetta Cesone (ep. 50+)   |
| Catherine               | Yū Sugimoto           | Deborah Ciccorelli (ep. 1-49) Tania De Domenico (ep. 50+) |
| Taizo Hasegawa          | Fumihiko Tachiki      | Massimo Bitossi (ep. 1-49) Francesco Mei (ep. 50+)        |
| Ayame Sarutobi          | Yū Kobayashi          | Antonella Baldini (ep. 1-49) Gea Riva (ep. 50+)           |
| Otsu Terakado           | Mikako Takahashi      | Barbara Sacchelli (ep. 1-49) Erica Laiolo (ep. 50+)       |
| Tatsuma Sakamoto        | Shin'ichirō Miki      | Nanni Baldini (ep. 1-49) Paolo De Santis (ep. 50+)        |
| Mutsu                   | Akeno Watanabe        | Francesca Manicone (ep. 1-49) Chiara Leoncini (ep. 50+)   |
| Principe Hata           | Kōichi Sakaguchi      | Fabrizio Mazzotta (ep. 1-49) Riccardo Rovatti (ep. 50+)   |
| Servo del principe Hata | Toshitaka Hirano      | Giorgio Locuratolo (ep. 1-49) Marco Pagani (ep. 50+)      |
| Zenzo Hattori           | Keiji Fujiwara        | Gabriele Lopez (ep. 1-49) Omar Maestroni (ep. 50+)        |
| Shinsuke Takasugi       | Takehito Koyasu       | Francesco Pezzulli (ep. 1-49) Ruggero Andreozzi (ep. 50+) |
| Bansai Kawakami         | Takumi Yamazaki       | Roberto Fedele                                            |
| Nizo Okada              | Yotaka Aoyama         | Diego Baldoin                                             |
| Matako Kijima           | Risa Ayamizu          | Valentina Pallavicino                                     |
| Henpeita Takechi        | Chafūrin              | Gabriele Calindri                                         |
| Kyubei Yagyuu           | Fumiko Orikasa        | Elisa Giorgio                                             |
| Ayumu Tojo              | Koji Yusa             | Massimo Di Benedetto                                      |
| Ana Ketsuno             | Sayaka Narita         | Barbara Pitotti (ep. 1-49) Veronica Cuscusa (ep. 50+)     |
| Umibozu                 | Shō Hayami            | Michele Kalamera Oliviero Corbetta (ep. 96+)              |
| Tsukuyo                 | Yūko Kaida            | Deborah Morese                                            |

## Il professor Ginpachi e le light novel
Una serie di light novel ispirata a Gintama è scritta da Tomohito Ōsaki, illustrata dall'autore del manga Hideaki Sorachi e pubblicata da Shūeisha. Nelle light novel i personaggi di Gintama si trovano in un'ambientazione scolastica con Gintoki, rinominato "professor Ginpachi" (銀八先生?, Ginpachi-sensei), come professore. Viene pubblicata sulla rivista Jump Square con il titolo 3-nen Z-kumi Ginpachi-sensei (3年Z組銀八先生?, San-nen zetto-kumi Ginpachi-sensei, letteralmente "Classe 3ª Sezione Z Professor Ginpachi"), e poi raccolta in volumi. Il primo volume è stato pubblicato il 3 febbraio 2006 e finora sono stati pubblicati cinque volumi, l'ultimo dei quali il 4 aprile 2011.
Questa realtà alternativa non compare solo nelle light novel: si è vista per la prima volta in due brevi capitoli di due pagine usciti nei numeri della primavera e dell'estate del 2004 di Akamaru Jump e poi pubblicati alla fine dei volumi 2 e 3 del manga. Nella versione italiana queste storie sono intitolate "Prof Ginpachi, III Z". Nell'anime invece si vede in vari episodi nelle scene finali dopo le anticipazioni o nelle scene iniziali. A volte nell'anime il professor Ginpachi spiega agli spettatori quello che l'autore spiega nelle pagine extra del manga.
Durante l'evento "Gintama Ato no Matsuri" del 2023, viene annunciato che la light novel riceverà un adattamento animato in uscita ad ottobre 2025. Inoltre il 4 dicembre 2024 viene pubblicato un nuovo volume, intitolato Class 3-Z's Teacher Ginpachi Special: Sore Yuke Dai Kyugi Taikai (銀魂 3年Z組銀八先生 すぺしゃる それゆけ大球技大会?).

## Videogiochi
I primi due videogiochi di Gintama, entrambi per Nintendo DS, sono stati Gintama Di~esu - Yorozuya daisōdō! (銀魂でぃ〜えす・万事屋大騒動!? letteralmente "Gintama DS - Grandiosa vittoria dell'Agenzia Tuttofare"), pubblicato il 21 settembre 2006 e Gintama - Gintoki VS Hijikata!? Kabuki-chō gin tama daisōdatsusen!! (銀魂 銀時vs土方!? かぶき町銀玉大争奪戦!!?, Gintama - Gintoki tai Hijikata!? Kabuki-chō gin tama daisōdatsusen!!, letteralmente "Gintama - Gintoki vs. Hijikata!? L'enorme lotta sulle palle d'argento a Kabuki-chō!!"), pubblicato il 14 dicembre 2006.
Un gioco per PlayStation 2, intitolato Gintama - Gin-san to issho! Boku no Kabuki-chō nikki (銀魂 銀さんと一緒!ボクのかぶき町日記? letteralmente "Gintama - Insieme con Gin! Il mio diario di Kabuki-chō"), è uscito il 30 agosto 2007. Un gioco per Wii, uscito il 25 ottobre 2007, è intitolato Gintama - Yorozuya chūbu - Tsukkomaburu dōga (銀魂 万事屋ちゅ〜ぶ ツッコマブル動画? traducibile con "Gintama - Agenzia Tuttofare-Tube - Cartone animato tsukkomabile", dove Tube (ちゅ〜ぶ?, chūbu, qui scritto in hiragana nonostante sia una parola di origine straniera) deriva da YouTube e tsukkomaburu (ツッコマブル?) deriva da tsukkomi più il suffisso inglese -able corrispondente all'italiano -abile. Lo tsukkomi è un personaggio tipico della commedia giapponese detta manzai, che corregge gli errori dell'altro personaggio, detto boke, che dimentica o capisce male, colpendolo sulla testa: è una gag che si ritrova spesso in Gintama.). Un nuovo gioco per Nintendo DS, intitolato Gintama - Gin tama kuesuto - Gin-san ga tenshoku-shitari sekai o sukuttari (銀魂 銀玉くえすと 銀さんが転職したり世界を救ったり? letteralmente "Gintama - La ricerca della palla d'argento - Il cambio di lavoro di Gin per salvare il mondo"), è stato pubblicato il 6 dicembre 2007. Il primo gioco per PlayStation Portable tratto da Gintama è Gintama no sugoroku (銀魂のすごろく? letteralmente "Il sugoroku di Gintama", dove il sugoroku è un gioco da tavolo giapponese simile al backgammon), un simulatore di gioco da tavolo che è uscito il 24 gennaio 2013.
Inoltre i personaggi di Gintama compaiono in due videogiochi per Nintendo DS che sono crossover tra le serie di Shōnen Jump: Jump Super Stars ed il sequel, Jump Ultimate Stars., e il titolo per Sony Playstation 3 e PSVITA: "Jump Versus". Nessuno dei videogiochi è stato pubblicato fuori dal Giappone.

## Guide ufficiali
La prima guida ufficiale del manga è intitolata Gintama Character Book ufficiale "Gin Channel!" (銀魂公式キャラクターブック｢銀ちゃんねる!｣?,  Gintama kōshiki kyarakutā bukku "Gin channeru!") ed è stata pubblicata da Shūeisha il 4 aprile 2006. Contiene le schede dei personaggi, un'intervista a Hideaki Sorachi e gli adesivi dei personaggi. La seconda guida del manga è Gintama Character Book ufficiale 2 "Gintama quinto anno" (銀魂公式キャラクターブック2 ｢銀魂五年生｣?, Gintama kōshiki kyarakutā bukku 2 "Gintama gonen-sei") pubblicata il 5 maggio 2009. Contiene un'intervista a Sorachi e le schede dei nuovi personaggi apparsi dopo l'uscita della guida precedente. La prima guida ufficiale dell'anime è Official Animation Guide - Gintama anime scatola Gayagaya (オフィシャルアニメーションガイド 銀魂あにめガヤガヤ箱?, Ofisharu Animēshon Gaido - Gintama anime gayagaya hako), pubblicata il 4 aprile 2008 per festeggiare il centesimo episodio dell'anime. Contiene commenti dei doppiatori dell'anime. È stata seguita da Official Animation Guide - Gintama Anime casa Parapara (オフィシャルアニメーションガイド 銀魂あにめパラパラ館?, Ofisharu Animēshon Gaido - Gintama anime Paraparakan), pubblicata il 5 aprile 2011. Tre guide sui personaggi dell'anime intitolate Gintama Characters Book (銀魂キャラクターズブック?, Gintama Kyarakutāzu Bukku) sono state pubblicate nel 2010.

## Il crossover conSket Dance
L'11 aprile 2011 sono stati pubblicati sulla rivista Weekly Shōnen Jump dei capitoli crossover tra i manga Gintama e Sket Dance. Questi sono stati trasposti in anime: il 26 settembre 2011 è stato trasmesso un episodio di Gintama con i personaggi di Sket Dance ed il 29 settembre è stato trasmesso un episodio di Sket Dance con i personaggi di Gintama. Per entrambe le serie si tratta dell'episodio 26 (della seconda serie per Gintama). Entrambi sono stati prodotti in collaborazione da Sunrise, lo studio di Gintama, e Tatsunoko, lo studio di Sket Dance.

## Accoglienza
Il sito web Goo Ranking ha intervistato 2 310 lettori di Weekly Shōnen Jump tra il 19 giugno e il 3 luglio 2020 e questi hanno classificato la serie al quinto posto tra quelle più commoventi pubblicate dalla rivista. Nel sondaggio Manga Sōsenkyo 2021 indetto da TV Asahi, 150 000 persone hanno votato la loro top 100 delle serie manga e Gintama si è classificata al 12º posto.